# Jimmy Slade
Jimmy Slade, pseudonimo di James Oliver (Norfolk, 14 agosto 1926 – New York, 15 aprile 1996), è stato un pugile statunitense.

## Carriera
Soprannominato "The Spoiler"
Fece il suo debutto professionistico nel 1946 nei pesi mediomassimi, accumulò un record di 24 vittorie e 4 sconfitte, affrontò Don Cockell nei massimi nel 1951, vincendo per KO.
Poco dopo a Saint Louis affrontò Archie Moore, ma fu sconfitto ai punti. Fu sconfitto anche da Harold Johnson, Floyd Patterson e Karl Mildenberger.
Contro Tommy Jackson fece 3 incontri, vincendone 2.